# Soccer
Soccer (Japans: サッカー; Sakkā) is een voetbal-videospel dat werd ontwikkeld door Intelligent Systems en uitgegeven Nintendo. Het spel kwam in 1985 uit voor de Nintendo Entertainment System. Later volgde ook een aantal andere platforms.

## Gameplay
Het spel kan gespeeld worden met twee spelers of met een speler tegen de computer. Het speelveld wordt met bovenaanzicht getoond. Bij het spel kunnen speelsterkte (5 levels) en speeltijd (15/30/45 minuten) ingesteld worden. De volgende spelelementen zijn vertegenwoordigd: inworp, doelschop, hoekschop en strafschop.
In het spel spelen zeven voetbalelftallen:
1. Brazilië
2. Spanje
3. Frankrijk
4. West-Duitsland
5. Verenigd Koninkrijk
6. Japan
7. Verenigde Staten

## Platforms
| Jaar | Platform               |
| ---- | ---------------------- |
| 1985 | NES                    |
| 1986 | Famicom Disk System    |
| 2006 | Virtual Console Wii    |
| 2014 | Virtual Console Wii U  |
| 2018 | Nintendo Switch online |

## Ontvangst
| Beoordeeld door                | Score |
| ------------------------------ | ----- |
| Génération 4                   | 90%   |
| Computer and Video Games (CVG) | 83%   |
| Tilt                           | 70%   |
| The Video Game Critic          | 67%   |
| Happy Computer                 | 58%   |
| Jeuxvideo.com                  | 50%   |
| Retroage                       | 50%   |
| Jeuxvideo.com                  | 50%   |
| IGN                            | 45%   |
| Nintendo Life                  | 20%   |